# 殿下
殿下（でんか、英：Highness）は、皇族・王族等の敬称。「殿舎の階下」の意味で、中国を起源とし、同一国内の称号としては皇帝・天皇等に対する陛下より下位に、高官に対する閣下より上位に位置付けられる。漢字文化圏で皇帝に臣従する（冊封下にある）国の国王や皇族・王族や配偶者である妃（妃殿下）に対して用いられ、日本では摂関にも用いた。また、Imperial Highness, Royal Highness等、漢字文化圏以外の国の君主や王族などに対する敬称の訳語としても用いられ、この場合には必ずしも陛下や閣下等と上下関係にはない。

## 漢字文化圏における敬称

### 中国
古くから諸侯の尊称であり、漢代より皇太子・諸侯の尊称として用いられ、三国時代からは皇后・皇太后にも用いられた。

### 日本
日本では古くはてんがと読み、江戸時代以降にでんかに転化した。『養老令』儀制令において三后（皇后・皇太后・太皇太后）および皇太子の敬称とされたが、8世紀にはそれ以外の皇族への使用例も確認され、平安時代に入ると摂政・関白にも用いられた。平安時代中期以降は、単独で摂関の異称として広く用いられた。殿下渡領は藤氏長者に伝領される荘園群であるが、藤氏長者はほとんどの場合摂関もしくは経験者であるため、「殿下」の名前が用いられている。
室町時代以降、征夷大将軍が対外的に「日本国王」等として行動する場合にも敬称として用いられ、江戸時代にも「日本国王」や「大君」の敬称として用いられた。朝鮮や琉球との外交文書においては相互に「殿下」が用いられたが、豊臣秀吉は朝鮮や琉球への文書に格下の閣下を使用した。幕末期に開国が行われると、将軍は国内の文書では「殿下」を用いていたが、英文では「陛下」を意味する「The Majesty」を用いていた。これは日本の政体が理解されるようになると不適切であるという概念が浸透し、やがて将軍は単に「タイクーン（英語: tycoon）」と呼ばれるようになった。また韓国併合後に成立した旧大韓帝国の皇族であった王公族においては、王・太王とその長子の系統、公と公妃に対して殿下の称号が用いられた。
その後、明治22年 (1889年)の皇室典範制定により、それまで在位中の天皇のみに用いた「陛下」を皇族のうち三后にも用いることとなり、殿下はそれ以外の皇族の敬称と定められた。1947年（昭和22年）に制定された現皇室典範でも、「天皇、皇后、太皇太后及び皇太后以外の皇族の敬称は殿下とする」と規定されている（ただし、天皇の退位等に関する皇室典範特例法に基づく上皇・上皇后の敬称は、「陛下」である）。

### 朝鮮
朝鮮語では전하（チョナ）と呼ぶ。朝鮮では、中国の皇帝に臣従する立場から、国王・王妃・大妃の敬称に殿下を用いた。王世子・世子嬪には邸下が用いられた。1894年に独立を宣言してからは王・王妃等の敬称を陛下に改め、王太子・王太子妃の敬称となった。
韓国の時代劇の日本語吹替や字幕では「殿下」と言っている部分は「王様」と意訳されることが多い。大韓帝国成立後には陛下の称号が用いられた。

## 漢字文化圏以外における敬称
殿下は、英語の Your/His/Her (Imperial, Royal, Grand Ducal, Ducal Serene, Serene, Illustrious, etc.) Highness に相当する敬称の訳語として漢字文化圏以外の君主や王族にも用いられる。明治2年（1869年）1月30日、太政大臣三条実美は各国の駐日公使にあてて書簡を送ったが、この中では各国君主を「国王殿下」と表現していた。各国公使は「皇帝」号の使用を求め、書簡を受理しなかった。その後は国王に対しても「陛下」を用いるようになったが、各国は不満であり、やがて「皇帝」号の使用が一般的となる。
現在ではイギリス・スペイン・オランダ等の王太子・王太子妃・王配等、ヨーロッパ諸国の大公・公・侯といった高位の爵位を持つ君主・王族、英語のPrince・Duke以上の格を持つ貴族や諸侯等、イスラム圏のアミール等に対して用いる。独立国家の国家元首であっても、ルクセンブルク大公・モナコ公・リヒテンシュタイン公・アラブ首長国連邦を構成する各首長国の首長・クウェート国首長・カタール国首長等、 Highness に相当する敬称を用いる人物には殿下を用いる。カンボジアのノロドム・シハヌークは1955年まで国王の地位にあり、退位した後は様々な肩書で活動したが「The Highness」の称号で呼ばれ、日本語では「シアヌーク殿下」の呼称で知られた。1993年には再建されたカンボジア王国の国王に復帰しており、以降の敬称は陛下となっている。
ただし、サモア独立国の国家元首オ・レ・アオ・オ・レ・マーローは英語では「The Highness」の敬称を持ち、かつての日本においても「殿下」の敬称が用いられていたが、現在では「閣下」と表現されている。

## 愛称・キャラクターとしての使用例
アメリカのミュージシャンであるプリンス は「His Royal Purple Highness」の愛称で呼ばれ、日本では「殿下」という名前でファンから親しまれている。ヘヴィメタルバンド聖飢魔IIのメンバーであったダミアン浜田と雷電湯澤は呼称として「殿下」を用いていた。
現代日本においては、家柄のよい人、身だしなみがいい人などに「殿下」というニックネームを付けることがあり、一例としてドラマ『太陽にほえろ!』では、島公之刑事（小野寺昭）に用いられている。寬仁親王は「殿下」の敬称で呼ばれた人物であるが、愛称としての「ヒゲの殿下」もよく知られた。
漫画では、ウメ星デンカやパタリロ!の主人公パタリロ・ド・マリネール8世の呼称として用いられたものが知られている。